# Marjorie Senechal
Marjorie Lee Senechal (de soltera Wikler, nacida en 1939) es una matemática e historiadora de la ciencia estadounidense, profesora emérita Louise Wolff Kahn de Matemáticas e Historia de la Ciencia y la Tecnología en el Smith College  y editora en jefe de The Mathematical Intelligencer.  En la ciencia de las matemáticas es conocida por su trabajo sobre teselaciones y cuasicristales.  También ha estudiado las antiguas baterías eléctricas partas y ha publicado varios libros sobre la seda. 

## Biografía
Senechal nació en St. Louis, Missouri y es la mayor de cuatro hermanos, hijos de Abraham Wikler, un médico del Servicio de Salud Pública de los Estados Unidos. Poco después de su nacimiento la familia se mudó a Lexington, Kentucky. Senechal creció como una "narco niña" en los terrenos del Hospital de Narcóticos de Lexington, una granja prisión para drogadictos donde su padre era director asociado.   Estudió en la Escuela de Formación de la Universidad de Kentucky, una pequeña escuela con sólo una clase en cada grado. Senechal escribió más tarde que los compañeros esnobs, el trabajo de clase demasiado fácil de la escuela y la discriminación antijudía la hacían miserable. 
Después de su 11° año, Senechel dejó la escuela preparatoria Lafayette para comenzar sus estudios universitarios como premédica en la Universidad de Chicago. Sin embargo, pronto se cambió a matemáticas y se graduó en 1960.  Se casó con el matemático Lester Senechal mientras realizaba estudios de posgrado en el Instituto Tecnológico de Illinois, y se mudó a Arizona con él antes de completar su propia licenciatura.  Sin embargo, terminó su doctorado en 1965, bajo la supervisión de Abe Sklar ; su tesis versó sobre ecuaciones funcionales . 
Al no poder conseguir su propio puesto como profesora en Arizona debido a las normas de antinepotismo vigentes del momento, ella y su marido visitaron Brasil, con el apoyo de la beca Fulbright . Luego se mudaron a Massachusetts, donde ella aceptó el puesto de profesora en Smith que mantendría durante el resto de su carrera.  Eventualmente se divorció de Senechal y se casó con el fotógrafo Stan Sherer en 1989.  Se retiró en 2007; un festival celebrado en 2006 en honor a su inminente jubilación incluyó la representación de una obra musical que ella escribió con Ellen Maddow, miembro de The Talking Band. La obra está vagamente centrada en el tema de los mosaicos aperiódicos y la vida del matemático aficionado Robert Ammann .   

## Awards and honors
Senechal ganó el Premio Carl B. Allendoerfer de la Asociación Matemática de Estados Unidos por la excelencia en la escritura expositiva en la revista Mathematics en 1982, por su artículo "¿Qué tetraedros llenan el espacio?"   En 2008, su libro American Silk 1830 – 1930 ganó el Premio de Publicación Millia Davenport de la Sociedad de Vestuario de Estados Unidos.  En 2012, se convirtió en miembro de la Sociedad Americana de Matemáticas . 

## Libros
- Simetrías cristalinas: una introducción matemática informalISBN 978-0-7503-0041-4 (Alan Hilger, 1990) [10]
- Cuasicristales y geometríaISBN 978-0-521-37259-6 (Cambridge University Press, 1995) [11]
- ¡Larga vida a tus hijos! Un retrato de la Alta Albania  (con el fotógrafo S. Sherer, University of Massachusetts Press, 1997) [12]
- El siglo de la seda en NorthamptonISBN 978-0-9600828-3-4 (Ciudad de Northampton, Massachusetts, 2004) [13]
- La seda americana, 1830-1930: empresarios y artesanosISBN 978-0-89672-589-8 (con Jacqueline Field y Madelyn Shaw, Texas Tech University Press, 2007)  [14] [15] [16] [17]
- Morí por la belleza: Dorothy Wrinch y las culturas de la cienciaISBN 978-0-19-973259-3 (Oxford University Press, 2012)  [18] [19] [20]